# Руська Казмаска
Ру́ська Казма́ска (рос. Русская Казмаска) — річка у Зав'яловському районі Удмуртії, Росія, ліва притока Позимі.
Довжина річки становить 22 км. Бере початок на південний захід від колишнього села Кашабеги. Верхня течія протікає на північний схід до колишнього села Ільїнка. Потім річка повертає на північ і так тече до самого гирла. Впадає до Позимі навпроти села Гольянський. Нижня течія протікає через заболочені лісові масиви. Для осушення цих боліт раніше була збудована дренажна система каналів, які зараз не використовуються. На території цих боліт були розвідані родовища торфу. річка приймає декілька дрібних приток.
На річці розташовані колишні села Кашабеги, Калмики, Барашки, Ільїнка та існуючі села Стара Казмаска і Нова Казмаска. В селі Ільїнка створено став, в селі Нова Казмаска збудовано автомобільний міст на трасі Іжевськ-Гольяни-Сарапул.